# Phytolacca esculenta
Phytolacca esculenta är en kermesbärsväxtart som beskrevs av Van Houtte. Phytolacca esculenta ingår i släktet kermesbärsläktet, och familjen kermesbärsväxter. Inga underarter finns listade i Catalogue of Life.

## Bildgalleri

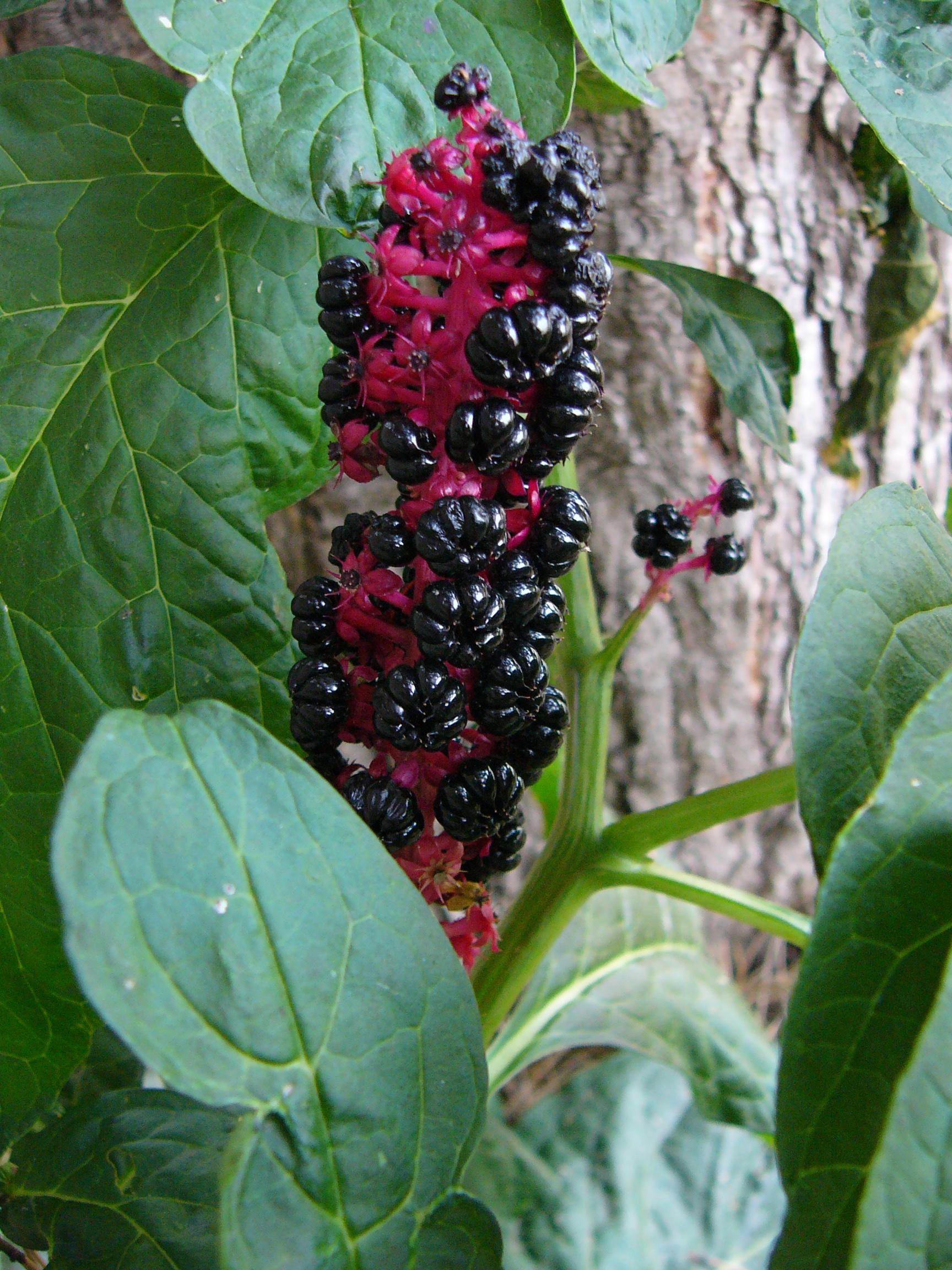
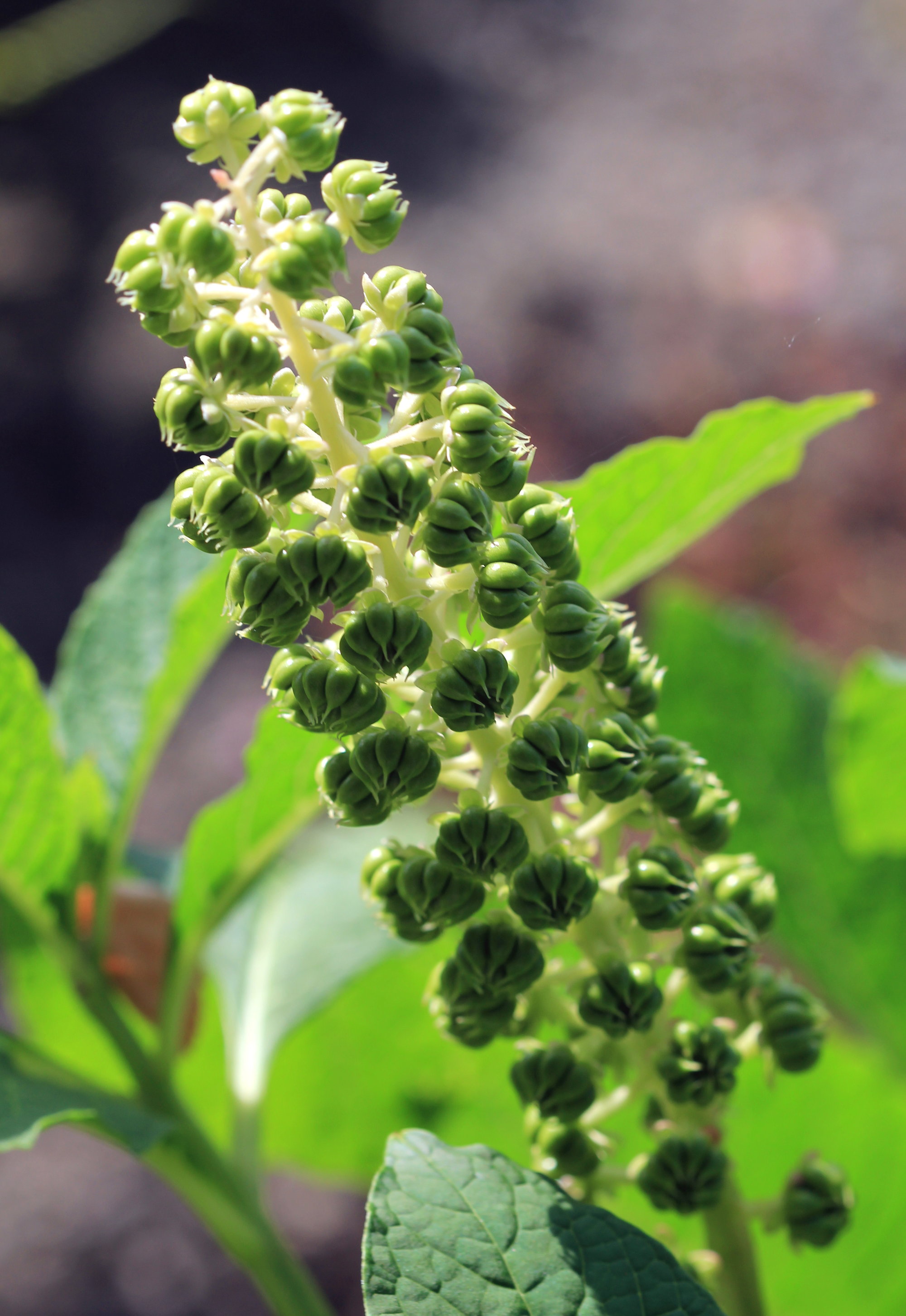
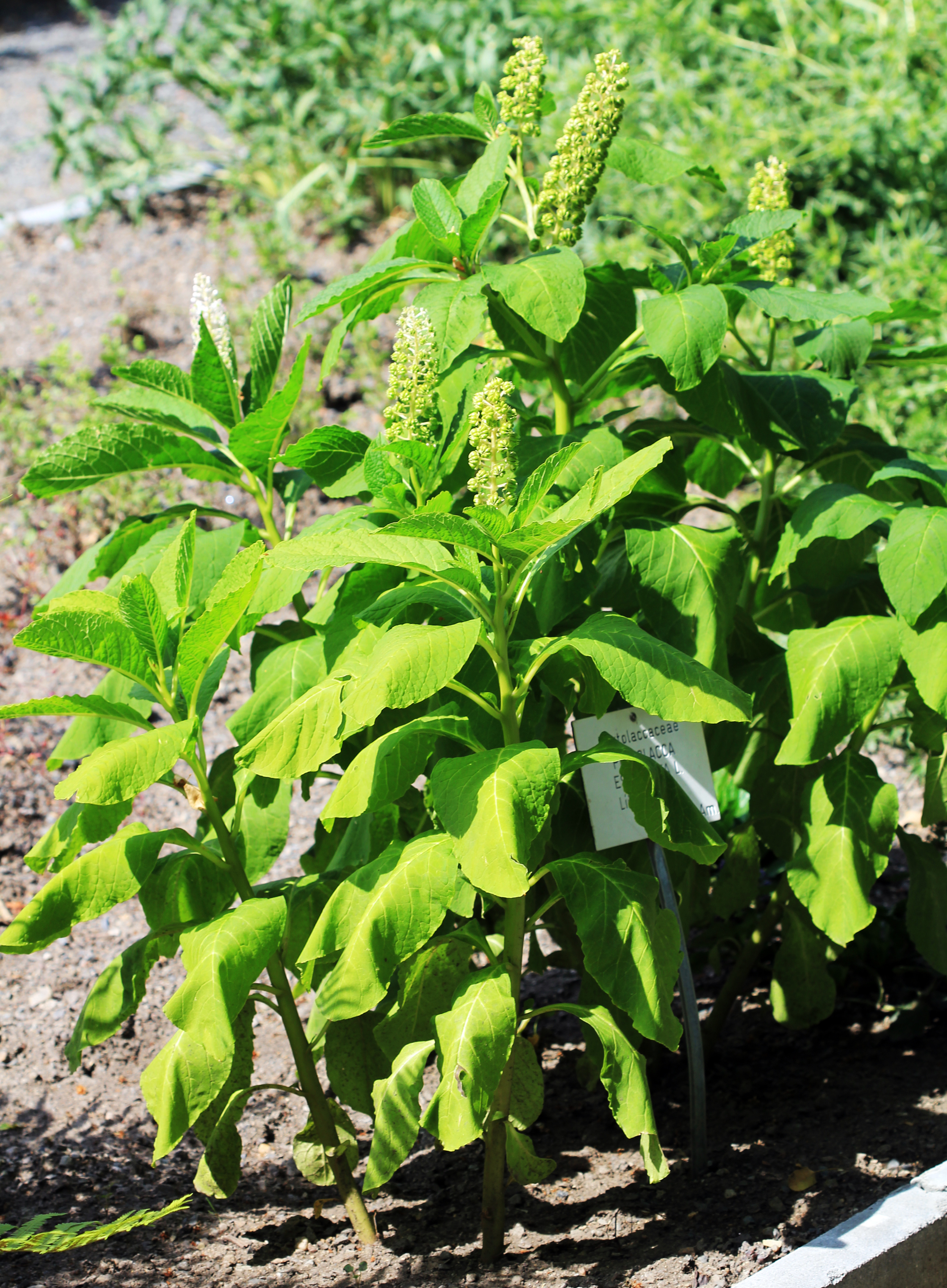
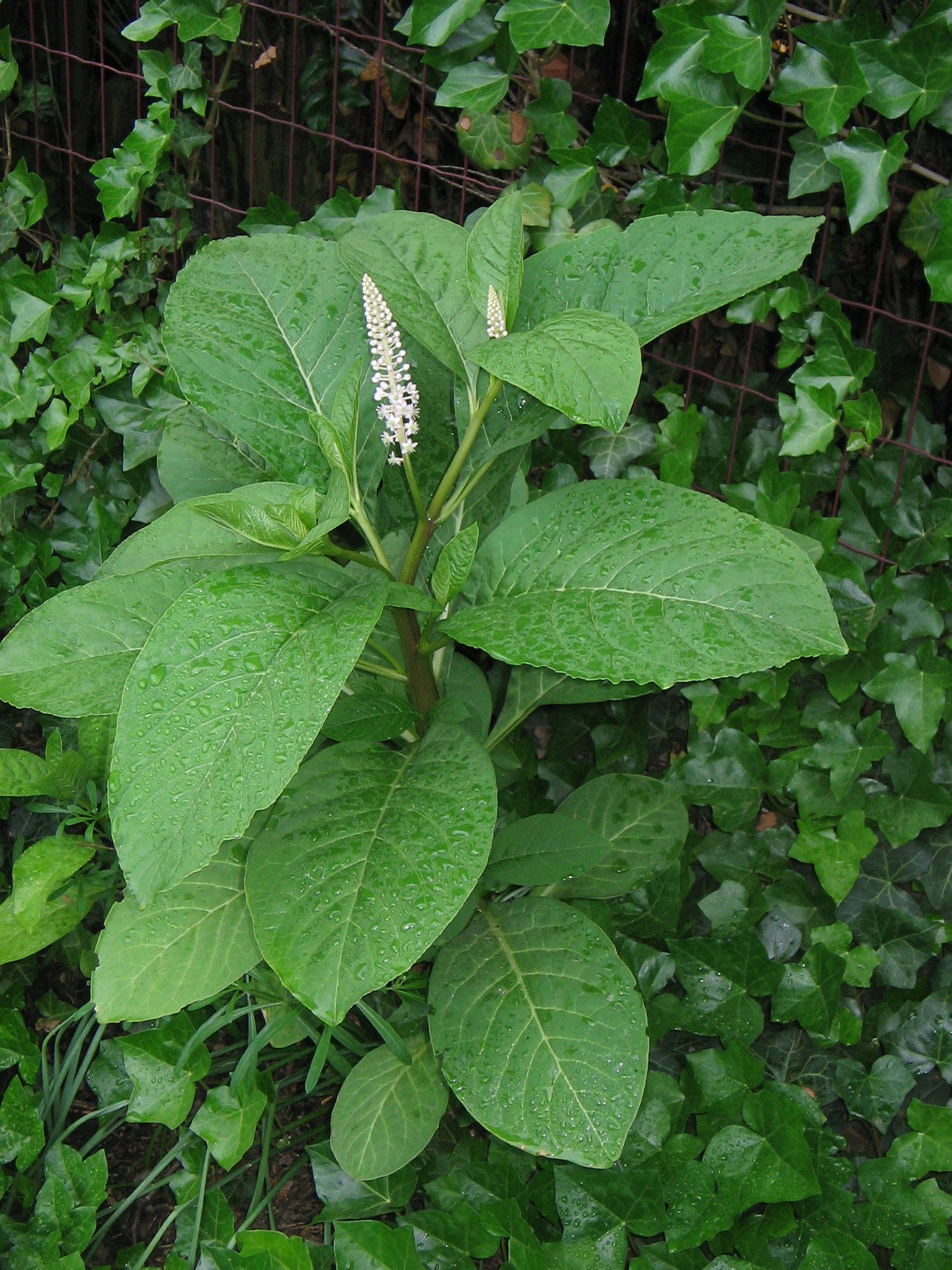
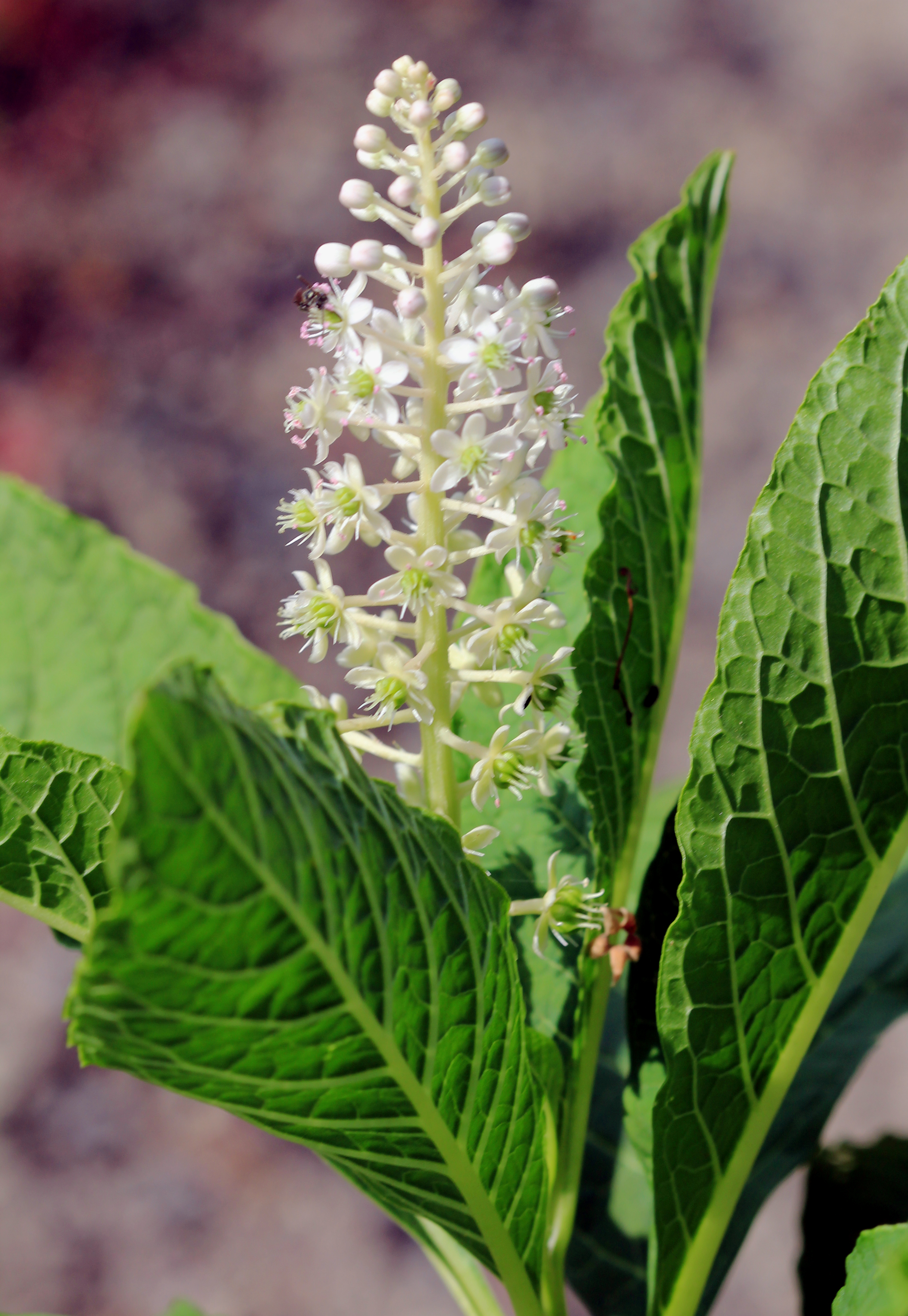
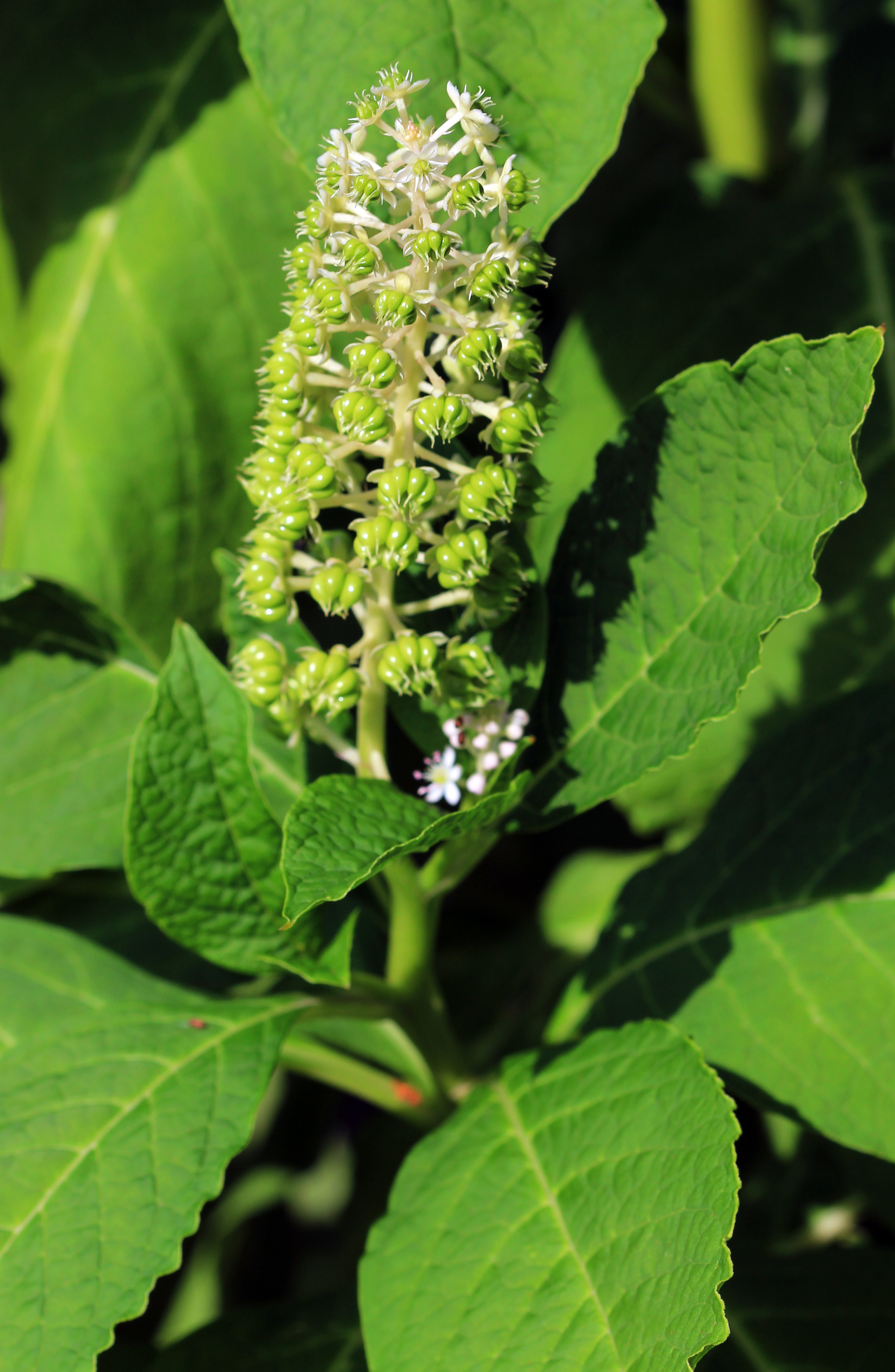